# Lofti Isaui
Lofti Isaui es un deportista tunecino que compitió en judo. Ganó dos medallas en el Campeonato Africano de Judo, en los años 1996 y 1998.

## Palmarés internacional
| Campeonato Africano | Campeonato Africano   | Campeonato Africano | Campeonato Africano |
| Año                 | Lugar                 | Medalla             | Categoría           |
| ------------------- | --------------------- | ------------------- | ------------------- |
| 1996                | Sudáfrica (Sudáfrica) | Medalla de bronce   | –78 kg              |
| 1998                | Dakar (Senegal)       | Medalla de plata    | –81 kg              |